# Václav Pláteník
Václav Pláteník (* 2. dubna 1990 Tábor) je český křesťanskodemokratický politik, manažer a konzultant, od října 2024 místopředseda KDU-ČSL a od února 2023 náměstek ministra zdravotnictví Vlastimila Válka. V letech 2019–2021 byl předsedou Mladých lidovců. Je členem Společnosti sociálního lékařství a řízení péče o zdraví ČLS JEP a Evropské asociace pro ranou péči EURLYAID.

## Život
Narodil se v dubnu v roce 1990 v Táboře. Po absolvování Gymnázia Pierra de Coubertina nastoupil na Fakultu sociálních věd UK, kde vystudoval bakalářský obor Marketingová komunikace a PR. V bakalářské práci kriticky hodnotil komunikaci české katolické církve během tzv. církevních restitucí. Své závěry prezentoval na konferencích, v médiích a odborné literatuře. V magisterském studiu pokračoval na University of New York in Prague v oboru Professional and Business Communication. Díky programu Erasmus+ studoval evropskou politiku na University of Sussex v Brightonu, kde byl také členem univerzitní buňky mladých konzervativců University of Sussex Conservative Society a zapojil se jako dobrovolník do kampaně v parlamentních volbách v obvodu Brighton Pavilion. Je absolventem Liberálně-konzervativní akademie na CEVRO Institut. Vystudoval obor Zdravotnické právo na Právnické fakultě UK a získal titul LLM.
Ve své profesní dráze zastává poradenské a manažerské pozice v marketingu, komunikaci, veřejné diplomacii a public affairs v komunikačních agenturách, veřejných institucích nebo farmaceutickém průmyslu v ČR i zahraničí. Zastupoval například libanonskou novinářku televize Al Jadeed Karmu al-Khayat během jejího procesu před Zvláštním tribunálem pro Libanon, nebo Nizozemské velvyslanectví při incidentu napadení číšníka v Praze.

## Veřejné působení
Do KDU-ČSL jej v roce 2014 přivedl pražský politik a občanský aktivista Jan Čižinský, se kterým pracoval na informační kampani před referendem o plánu stavby nové budovy radnice Prahy 7. Pracoval jako poradce lidoveckého lídra Pavla Svobody ve volbách do Evropského parlamentu 2014. Poté krátce působil v týmu Mariana Jurečky na tiskovém oddělení na Ministerstvu zemědělství do doby, než si ho Pavel Bělobrádek vybral jako tiskového mluvčího strany. Jako mluvčí vytvořil komunikační koncept "family friendly politika," který strana používá dodnes. Pro KDU-ČSL pracoval ještě jednou a to jako volební manažer před sněmovními volbami 2017, kdy vznikla a do voleb se rozpadla koalice Lidovci a Starostové. Jako první v ČR rozhodl, že volební on-line reklama KDU-ČSL nakupovaná v RTB aukci nesmí být na tzv. dezinformačních webech, ostatní strany tento krok následovaly. Během kampaně strana jako první zaváděla moderní prvky v komunikaci jako představení programu v 360° infografice na Facebooku.
Několikrát neúspěšně kandidoval v komunálních volbách. V letech 2014 a 2018 do zastupitelstva města Tábor, v roce 2022 z posledního místa do zastupitelstva Valašského Meziříčí.
V roce 2019 se stal členem a v roce 2022 tajemníkem Zdravotní komise KDU-ČSL, kterou vedli postupně poslanci a lékaři Vít Kaňkovský a Tom Philipp. Zde se podílí na tvorbě a připomínkování návrhů zákonů ve zdravotní oblasti a přípravě volebních programů nebo programového prohlášení vlády.
Po volbách 2021 ho ministr práce a sociálních věcí Marian Jurečka jmenoval svým poradcem, jímž byl až do konce roku 2022.
Deník Právo ho v roce 2023 označil za známou tvář strany.

#### Volební akademie žen
Inspirován podobnými projekty ve Velké Británii a USA jako The Campaign School na Yaleově univerzitě, přišel s návrhem na vytvoření Volební akademie žen v rámci KDU-ČSL. První ročník se uskutečnil v roce 2016 a založil několikaletou tradici projektu s cílem zvyšovat počet a vliv žen v politice a veřejném životě. Programem za osm let existence prošla více než stovka žen. Podle interní ankety mezi absolventkami provedené v roce 2022 celkem 68 % z nich program motivoval vstoupit do politiky a 85 % více se veřejně angažovat. Prezidentkou a garantkou programu se na žádost Pláteníka stala česká senátorka z Pardubicka a někdejší ústavně nejvýše postavená žena v ČR Miluše Horská. V roce 2017 projekt získal 3. místo v oborové soutěži Česká cena za PR v kategorii politická komunikace.

#### Mladí lidovci
V roce 2015 vstoupil do mládežnické organizace Mladí lidovci, v letech 2019–2021 byl celostátním předsedou spolku. Během jeho mandátu rostl vliv organizace v rámci mateřské strany, což se projevilo hlavně v počtu míst pro mladé na kandidátních listinách a v orgánech strany. Vedl několikaleté jednání o sloučení s druhou a historicky starší mládežnickou organizací KDU-ČSL Mladými křesťanskými demokraty, které úspěšně vyvrcholilo slučovacím sjezdem v červnu 2021.

#### Evropská akademie pro demokracii
Evropská akademie pro demokracii (EAD) je think-tank založený v roce 1991 a spolupracující mj. s KDU-ČSL nebo Wilfried Martens Centre for European Studies. Zaměřuje se na vzdělávací, výchovnou, publikační, konzultační a poradenskou činnost. Usiluje o duchovní a kulturní povznesení občanů České republiky a o vytváření dobrých vztahů mezi národy a státy celé Evropy. Mezi známé osobnosti spojené s EAD se řadí Jan Kasal. V roce 2022 jmenovala Správní rada Pláteníka zástupcem ředitele. Mezi hlavní projekty, na kterých se podílí, patří Volební akademie žen nebo Evropský dialog mladých.

#### Ocenění
V roce 2017 mu americký časopis Campaigns & Elections udělil cenu RISING STAR, která je určena úspěšným osobnostem do 35 let v oblasti politického poradenství a volebních kampaní. V roce 2017 získal 3. místo v oborové soutěží Česká cena za PR pro projekt Volební akademie žen.

#### Kandidatura do Evropského parlamentu
Ve volbách do Evropského parlamentu v červnu 2024 kandidoval jako člen KDU-ČSL na 15. místě kandidátky koalice SPOLU (tj. ODS, KDU-ČSL a TOP 09). Ve volbách získal 2 663 preferenčních hlasů a skončil jako 9. náhradník.

#### Kandidatura do vedení strany
Na sjezdu KDU-ČSL konaném v říjnu 2024 kandidoval na funkci prvního místopředsedy strany poté, co do funkce nebyl ani v opakované volbě zvolen ministr životního prostředí a dosavadní řadový místopředseda strany Petr Hladík. Zvolen však nebyl, když jej poměrem hlasů 197 : 77 porazil bývalý předseda strany Pavel Bělobrádek. Nakonec byl zvolen řadovým místopředsedou strany.

#### Kandidatura do Sněmovny
Ve volbách do Poslanecké sněmovny PČR v roce 2025 kandiduje z pozice člena KDU-ČSL na 3. místě kandidátky koalice SPOLU (tj. ODS, KDU-ČSL a TOP 09) ve Zlínském kraji.

## Názory
Během migrační krize v letech 2015–2016 vyzval vládní politiky, aby lépe vysvětlovali svou migrační politiku a nedovolovali šíření strachu.
Oslavy 100 let české státnosti v roce 2018, kterými byla pověřena agentura CzechTourism, se podle Pláteníka utopily v ohlížení zpět a byly promarněnou šancí v boji proti dezinformacím, jak to udělaly jiné státy.
Katolický týdeník otiskl jeho článek na téma společné dobro, kde napsal Křesťan v politice musí sebevědomě využívat všechny čestné nástroje k získání důvěry u voličů v politické konkurenci. V den, kdy se jeho mandát stane důležitější než úkoly, kvůli kterým do politiky šel, ale má odejít.
Ruští a běloruští sportovci by se podle Pláteníka neměli účastnit Letních olympijských her v Paříži 2024 a to z důvodu trvající ruské invaze na Ukrajinu. Kvůli svému ostrému vyjádření byl kritizován Janou Bobošíkovou.
V roce 2023 na ministerské konferenci WHO v Budapešti kritizoval ruskou invazi na Ukrajinu, během jeho projevu ruská delegace odešla ze sálu.
Jako náměstek ministra zdravotnictví opakovaně vystupoval proti snaze o zavedení eutanázie do českého právního řádu. 